# Elio Pace
Elio Pace (født 1968) er en engelsk sanger/sangskriver og pianist. Elio Pace ([ælio pæis]) blev født lidt uden for London som barn af italienske forældre. Han er opvokset i Southampton i Sydengland, men er i dag bosiddende i omegnen af London.
Gennem de seneste tyve år har Elio turneret over hele verden som solokunstner og som orkesterleder og musiker for navne som Martha Reeves, Huey Lewis, Suzi Quatro, Kiki Dee, Ronan Keating og Shakin' Stevens m.fl.
Ved siden af at have sit eget band gennem mere end femten år har Elio i de seneste par år spillet i guitarlegenden Albert Lees band. I 2008 afsluttede Elio produktionen af Albert Lees nye studiealbum Like This, der blandt andet indeholder Elio Paces egen komposition "Can Your Grandpa Rock And Roll Like This", et nummer skrevet specielt til Albert Lee som en hyldest til hans guitarspil.
I maj 2007 blev Elio inviteret til at deltage ved Ivor Novello prisuddelingen i London for sin andel i Christian Hensons soundtrack til filmen Severance, hvor Elio sang ”Summertimin”, der blev brugt i slutningen af filmen.